# فرانكلين خيرمان
فرانكلين خيرمان (بالإنجليزية: Franklyn Germán)‏ هو لاعب كرة قاعدة دومينيكاوي، ولد في 20 يناير 1980 في محافظة سان كريستوبال في جمهورية الدومينيكان.

## وصلات خارجية
- فرانكلين خيرمان على موقعبيزبول رفرنس.كوم (الدوري الرئيسي) (الإنجليزية)
- فرانكلين خيرمان على موقعبيزبول رفرنس.كوم (الدوري الثانوي) (الإنجليزية)
- فرانكلين خيرمان على موقع مشجعي الرسوم البيانية (الإنجليزية)